# Rio Rovuma
Rovuma ou Ruvuma, é um rio da África Austral (embora também considerado como pertencendo à África Oriental), com um comprimento de 760 km, dos quais 650 km servem de fronteira entre Moçambique e Tanzânia.
O Rovuma nasce perto do Lago Niassa e desagua no Oceano Índico, ligeiramente a norte do Cabo Delgado, e dá origem a uma das principais bacia hidrográficas do território moçambicano, compreendendo 65,39% dos 152 200 km² da sua bacia.
Este rio tem como afluentes os rios:
- Lado tanzaniano:
  - Lukimva
  - Muhuwesi
  - Lumesule

- Lado moçambicano:
  - Messinge
  - Lucheringo
  - Lussanhando
  - Chiulezi
  - Lugenda